# Makbara
Makbara es una novela del autor español Juan Goytisolo. Fue publicado en 1980. 
Fue presentado en las universidades de Salamanca, Valladolid, Madrid, Zaragoza y Barcelona. El libro cuenta con varias reediciones.
Makbara significa, en árabe, cementerio.